# Lorain, Pennsylvania
Lorain är en kommun av typen borough i Cambria County i Pennsylvania. Vid 2010 års folkräkning hade Lorain 759 invånare.